# Франсіско де Паула де Бурбон
Франсіско де Паула Антоніо де Бурбон і Бурбон-Пармський (ісп. Francisco de Paula Antonio de Borbón y Borbón-Parma; 10 березня 1794, Королівський палац у Аранхуес — 13 серпня 1865, Мадрид) — іспанський інфант, герцог Кадіський, молодший син короля Карла IV і королеви Марії Луїзи. Дядько і одночасно свекор королеви Ізабелли II.
Освіта молодого інфанта була перервана Іспансько-французькою війною. Вигнання 14-річного Франсіско спровокувало Мадридське повстання в травні 1808 року, яке жорстоко придушили французькі війська. Протягом наступних десяти років він жив у вигнанні разом з батьками спочатку в Марселі, а потім — в Римі. У 1818 році Франсіско де Паула повернувся до Іспанії, де брат, король Фердинанд VII надав йому безліч почестей і привілеїв. Цікавився художньою діяльністю, практикувався як художник і співак.
У 1819 році одружився зі своєю племінницею принцесою Луїзою Карлотою, старшою дочкою своєї сестри Марії Ізабелли. У пари народилося одинадцять дітей, які активно втручалися в політичне життя Іспанії. Луїза Карлота зіграла важливу роль, щоб іспанський престол дістався королеві Ізабеллі II, яка доводилася їй невісткою. У період регентства королеви Ізабелли II, Франсіско де Асіз був виключений з уряду королевою Марією Крістіною Бурбон-Сицилійською. Він і його дружина стали в опозицію до лібералів і були змушені покинути Іспанію, переїхавши до Франції в 1838 році. В Іспанію вони повернулися за наступника Марії Крістіни, був регентом Бальдомеро Еспартеро. Замішані в змові проти нього, вони були змушені вирушити знову в вигнання. Після досягнення королевою Ізабеллою II повноліття вони змогли повернутися назад. Інфант з дружиною зосередили всі сили, щоб одружити свого сина Франсіска де Асіс з панівною королевою. Луїза Карлота померла в 1844 році. У 1846 році їх син одружився з королевою. Після цього Франсіско де Паула став свекром королеви і займав чільне становище при дворі Ізабелли II. Однак, коли він спробував втрутитися в політику, то був знову висланий за кордон в 1849 році. У 1852 році, за згодою королеви вступив у другий шлюб (морганатичний), помер дванадцять років потому.